# De Cock (Belgische adel)
De Cock is een notabele familie van wie enkele leden werden opgenomen in de Belgische erfelijke adel.

## Eugène de Cock
Eugène Gérard Joseph de Cock (Antwerpen, 22 maart 1818 - Assebroek, 9 maart 1891) was een zoon van Antoine de Cock en Marie-Thérèse Kellerman. Hij trouwde in 1861 in Assebroek met Renilde de Roo (1827-1901), dochter van Carolus Josephus de Roo. Ze kregen twee dochters, die ongehuwd bleven.
Hij was doctor in de rechten en werd provincieraadslid (1864-1891), bestendig afgevaardigde (1864-1891) en voorzitter (1876-1891) van de provincieraad van West-Vlaanderen. In 1886 werd hij opgenomen in de Belgische erfelijke adel, met de persoonlijke titel ridder.
De Cock was in zijn tijd een invloedrijk politicus, zowel door zijn publieke mandaten als door het voorzitterschap van de Association constitutionnelle et conservatrice, de katholieke partij voor het arrondissement Brugge. Hij was verder:
- lid van de Sint-Sebastiaansgilde in Brugge,
- lid en secretaris van de Société La Concorde in Brugge,
- regeerder van verschillende wateringen,
- lid van de Provinciale commissie van de pensioenen,
- medestichter van de Eigenaars- en Landbouwersbond,
- plaatsvervangend vrederechter in Brugge.

## Henri de Cock
Henri Jean Auguste de Cock (Antwerpen, 1 februari 1822 - Brugge, 19 januari 1896), broer van Eugène, bleef vrijgezel. Hij werd in 1886 in de adel opgenomen.

## Jacques de Cock
Jacques Ernest Charles Jean Marie Joseph Lucien de Cock (Ieper, 25 juli 1921 - 21 maart 1995), zoon van notaris Ernest De Cock (1881-1957) en van Rose De Vestele (1891-1984), verre verwant van de twee hierboven genoemden, werd in 1965 opgenomen in de erfelijke adel, met toevoeging in 1986 van de persoonlijke titel ridder. Hij was notaris in Ieper, gemeenteraadslid en voorzitter van de Commissie van Openbare Onderstand. Hij trouwde in Ieper in 1950 met Marie-Antoinette Van der Mersch (1922-2007). Ze hadden twee zoons, die elk een dochter hebben, zodat de uitdoving van de familienaam in het vooruitzicht ligt.